# キャサリン・A・クラフト
キャサリン・A・クラフト（Kathryn A. Craft）は、日本の英語通訳、翻訳者。名古屋市立大学（NCU）講師、河合塾英語科講師。オンライン英語月刊誌『ET PEOPLE!』編集者。一般社団法人日本児童英語振興協会（JAPEC）会長。

## 来歴・人物
アメリカ合衆国ミシガン州出身。ボーリンググリーン州立大学（BGSU)卒業。
1985年、南山大学の交換留学生として来日。
その後、様々な企業や個人向けの英会話指導を続ける傍ら、2000年に英語月刊誌『ET 2000!』（後に『ET PEOPLE!』に改名）を刊行。オンラインマガジン「ET　PEOPLE」を発行している。幼いころから語学習得に熱心であり、フランス語、ロシア語、イタリア語の学習経験を持つ。自身の語学学習経験を活かした独自の文法指導には定評があり、初心者から上級者まで様々なレベルの生徒を指導する。また、年間多数の翻訳、通訳業をこなし、活躍の場は多岐にわたる。初心者から英語講師まで幅広いレベル層に対応した英文法、英会話本を出版。英和辞書、和英辞書の編纂にも携わっている。2025年2月より、一般社団法人日本児童英語振興協会（JAPEC）会長。

## 著書
- 『こまったカタカナ英語‐つうじる英語に大変身!』中公文庫
- 『その英語は、ちょっと恥ずかしい!?－実は通じてなかったフレーズ100』三笠書房
- 『先生、その英語は使いません!』DHC
- 『VS英文法』学研
- 『日本人の9割が間違える英語表現100』ちくま新書 ISBN 9784480069375
- 『日本人の9割が知らない英語の常識181』ちくま新書 ISBN 9784480071330
- 『ずるい英語表現100』宝島社 ISBN 9784800270610
- 『英語が上手になりたければ恋愛するに限る』幻冬舎新書 ISBN 9784344985285
- 『英語で東京道案内』だいわ文庫 ISBN 9784479307402
- 『英語で大阪・京都道案内』だいわ文庫 ISBN 9784479307778
- 『朝から晩までつぶやく英語表現』ちくま新書
- 『日本人が思いつかない３語で言える英語表現186』SB新書
- 『ネイティブにスッと伝わる英語表現の言い換え700』青春新書
- 『そのまま仕事でつかえる英語表現189』ちくま新書
- 『簡単なのに日本人には出てこない英語フレーズ600』青春新書